# Sam Levinson
Samuel “Sam” Levinson es un director de cine, actor y guionista estadounidense, hijo de Diana Rhodes y del reconocido actor y director Barry Levinson.

## Carrera
Hizo su debut en el cine en la película de 1992 Toys junto a su hermano Jack bajo la dirección de su padre. Más adelante apareció en películas como Bandits y What Just Happened en el papel de Carl. En 2009 interpretó el papel protagónico de Peter Thompson en Stoic. En 2011 obtuvo un galardón en el Festival de Cine de Sundance por el guion de su película debut como director, Another Happy Day. En 2018 dirigió y escribió el filme Assassination Nation.

## Filmografía

### Cine
Como actor
| Año  | Título             | Papel          | Notas |
| ---- | ------------------ | -------------- | ----- |
| 1992 | Toys               | Niño           |       |
| 2001 | Bandits            | Billy Saunders |       |
| 2008 | What Just Happened | Carl           |       |
| 2009 | Stoic              | Peter Thompson |       |

Como director
| Año  | Título               | Papel               | Notas               |
| ---- | -------------------- | ------------------- | ------------------- |
| 2010 | Another Happy Day    | Guionista, director | Debut como director |
| 2017 | The Wizard of Lies   | Guionista           |                     |
| 2018 | Assassination Nation | Guionista, director |                     |
| 2020 | Pieces of a Woman    | Productor ejecutvio |                     |
| 2021 | Malcolm & Marie      | Guionista, director |                     |
| 2022 | Deep Water           | Guionista           |                     |
| 2022 | X                    | Productor ejecutivo |                     |
|      | Pearl                | productor ejecutivo |                     |

### Televisión
| Año           | Título             | Papel                        | Notas     |
| ------------- | ------------------ | ---------------------------- | --------- |
| 2017          | The Wizard of Lies | Guionista                    |           |
| 2019–presente | Euphoria           | Creador, guionista, director |           |
| 2022          | Irma Vep           | Productor ejecutivo          | Miniserie |
| 2022          | The Idol           | Creador, guionista, director |           |